# Pterotaenia rivelloides
Pterotaenia rivelloides är en tvåvingeart som först beskrevs av Blanchard 1967.  Pterotaenia rivelloides ingår i släktet Pterotaenia och familjen fläckflugor. Inga underarter finns listade i Catalogue of Life.